# Málaga (tỉnh)
Tỉnh Málaga (tiếng Tây Ban Nha Provincia de Málaga) là một tỉnh nằm ở bờ biển phía nam của Tây Ban Nha, ở cộng đồng tự trị Andalusia. Tỉnh này giáp Địa Trung Hải về phía nam, giáp các tỉnh Cádiz, Sevilla, Córdoba và Granada.
Tỉnh có diện tích 7.308 km², dân số 1.330.010 người (năm 2002), trong đó có 2/5 sinh sống ở thủ phủ Málaga. Kinh tế chủ yếu dựa vào các khu nghỉ mát, đặc biệt nằm dọc theo Costa del Sol ("Bờ biển Mặt trời") với du khách từ châu Âu.
Málaga có 100 đô thị, ngoài tỉnh lỵ còn có các thành phố quan trọng khác như Marbella, Vélez-Málaga, Antequera và Ronda.